# Пулидо, Хорхе
Хорхе Пулидо Майораль (исп. Jorge Pulido Mayoral; родился 8 апреля 1991 года), испанский футболист, защитник, игрок испанского клуба «Уэска». Игрок молодёжных сборных Испании.

## Клубная карьера
Хорхе родился в Кастильо-де-Баюэла, провинция Кастилия-Ла-Манча, Пулидо попал в молодёжную систему «Атлетико Мадрид» в возрасте 10 лет. Он дебютировал в стартовом составе в сезоне 2009/10, появляясь в «Атлетико B» в третьем дивизионе.
10 ноября 2010 года Пулидо дебютировал в первой командой «кохонерос», сыграв всего в домашнем матче (1:1) против «Универсидад де Лас-Пальмас» в «Копа дель Рей» (итоговая победа 6:1). 18 февраля следующего года он продлил свой контракт с клубом, подписываясь до 2014 года.